# Ferdinand I van Napels
Ferdinand I (Valencia, 2 juni 1423 — Genua, 28 januari 1494), ook Ferrante genoemd, was van 1458 tot 1494 koning van Napels. Hij was een buitenechtelijke zoon van Alfons de Grootmoedige, die als Alfons V koning van Aragón en Sicilië was en als Alfons I koning van Napels, en Gueraldona Carlino.
Hij ontving in 1443 de titel van hertog van Calabrië en werd tot troonopvolger in Napels benoemd. Na de dood van Alfons in 1458 weigerde paus Calixtus III de bastaard Ferdinand te erkennen en verklaarde dat Napels een leen van de kerk was. Calixtus stierf echter nog datzelfde jaar en paus Pius II bevestigde Ferdinand in zijn bezit. Hertog Jan II van Lotharingen, zoon van René van Anjou, maakte echter gebruik van de ontevredenheid van de Napolitaanse adel om het koninkrijk voor het huis Anjou op te eisen. Hij boekte aanvankelijk enkele overwinningen maar in 1462 versloeg Ferdinand hem met hulp van Francesco Sforza en de Albanese leider Skanderbeg.
Ferdinand begon nu zijn koninkrijk op te bouwen. In 1478 sloot hij een alliantie met paus Sixtus IV tegen Lorenzo de' Medici maar deze laatste reisde af naar Napels en wist vrede te sluiten. Tijdens de Ottomaanse aanval op Otranto in 1480 roeiden de Turken de bevolking van Otranto goeddeels uit. Het daaropvolgende jaar wist Ferdinands zoon Alfons de havenstad echter te heroveren.
Ferdinand was een daadkrachtig vorst die zijn macht in stand hield door de adel te onderdrukken. Dit leidde in 1485 echter tot een revolutiepoging van een aantal edelen die werden gesteund door paus Innocentius VIII en voor het Huis Anjou opkwamen. De koning sloeg de opstand neer en liet nadien - ondanks zijn belofte van algemene amnestie - vele edelen vermoorden.
Karel VIII van Frankrijk stond in 1493 op aanmoediging van de Milanese hertog Ludovico Sforza op het punt Italië binnen te vallen en de Italiaanse Oorlogen te beginnen. Ferdinand waarschuwde de andere Italiaanse vorsten en onderhandelde - vergeefs - met de Borgia- paus Alexander VI, maar stierf nog voordat de oorlog losbarstte. Hij werd opgevolgd door zijn zoon Alfons II, die hij bij Isabella van Clermont had. 

## Huwelijken en kinderen
Ferdinand trouwde twee keer.
Eerst met Isabella van Clermont in 1444. Isabel was dochter van Tristan de Clermont, graaf di Copertino en Caterina Orsini. Ze stierf in 1465. Ze kregen zes kinderen:
- Alfons II van Napels (4 november 1448 - 18 december 1495)
- Leonora van Napels (22 juni 1450 - 11 oktober 1493). Huwde met Ercole I d'Este, hertog van Ferrara, Modena en Reggio
- Federik I van Napels (19 april 1452 - 9 november 1504)
- Giovanni van Napels (25 juni 1456 - 17 oktober 1485). Later aartsbisschop van Taranto, vervolgens kardinaal en aartsbisschop van Esztergom (1480–1485) tot zijn dood
- Beatrice van Napels (14 september / 16 november 1457 - 23 september 1508). Ze was koningin-gemalin van Matthias Corvinus van Hongarije en later van Vladislaus II van Bohemen en Hongarije
- Franciscus van Napels, hertog van Sant Angelo (16 december 1461 - 26 oktober 1486).

Zijn tweede echtgenote was Joanna van Aragon (1454 - 9 januari 1517), een dochter van Johan II van Aragón en Johanna Enríquez. Ze was een volle zus van koning Ferdinand II van Aragon en een halfzus van de Charles van Viana (1421–1461), de zoon van John II uit diens eerste huwelijk. Joanna en Ferdinand I trouwden op 14 september 1476. Ze hadden twee kinderen:
- Joanna van Napels (1478 - 27 augustus 1518). Huwde Ferdinand II van Napels (1469-1496)
- Karel van Napels (1480–1486).

Ferdinand had ook een aantal onwettige kinderen:
Bij Diana Guardato, een lid van de aristocratische patriciërs familie van het koninkrijk Napels:
- Ferdinando van Aragón en Guardato, 1e hertog van Montalto, die (1) trouwde met Anna Sanseverino, (2) met, Castellana de Cardona.
- Maria van Aragón, die trouwde met Antonio Todeschini Piccolomini, hertog van Amalfi, een neef van paus Pius II en broer van paus Pius III.
- Giovanna van Aragón, die trouwde met Leonardo della Rovere, hertog van Arce en Sora, een neef van paus Sixtus IV en broer van paus Julius II.

Bij Eulalia Ravignano:
- Maria van Aragón, die trouwde met Gian Giordano Orsini.

Bij Giovanna Caracciolo:
- Ferdinand van Aragón
- Arrigo van Aragón
- Cesare van Aragón
- Leonor van Aragón.
- Alonso van Aragón,
- Lucrezia van Aragón

Ferdinand bevorderde de wetenschap en de kunst in zijn land en liet in 1474 de eerste Napolitaanse boekdrukkerij bouwen. Zijn hof was een centrum van het humanisme en de Renaissance.

## Voorouders
| Voorouders van Ferdinand I van Napels | Voorouders van Ferdinand I van Napels                                              | Voorouders van Ferdinand I van Napels                                              | Voorouders van Ferdinand I van Napels                                              | Voorouders van Ferdinand I van Napels                                              | Voorouders van Ferdinand I van Napels                                       | Voorouders van Ferdinand I van Napels                   | Voorouders van Ferdinand I van Napels                   | Voorouders van Ferdinand I van Napels                   |               |
| ------------------------------------- | ---------------------------------------------------------------------------------- | ---------------------------------------------------------------------------------- | ---------------------------------------------------------------------------------- | ---------------------------------------------------------------------------------- | --------------------------------------------------------------------------- | ------------------------------------------------------- | ------------------------------------------------------- | ------------------------------------------------------- | ------------- |
| Overgrootouders                       | Johan I van Castilië (1358-1390) ∞1375 Eleonora van Aragón (1358-1382)             | Johan I van Castilië (1358-1390) ∞1375 Eleonora van Aragón (1358-1382)             | Sancho van Castilië (1342-1374) ∞ 1373 Beatrix van Alburquerque (1347-1381)        | Sancho van Castilië (1342-1374) ∞ 1373 Beatrix van Alburquerque (1347-1381)        | Sancho van Castilië (1342-1374) ∞ 1373 Beatrix van Alburquerque (1347-1381) | ? (-) ∞ ? (-)                                           | ? (-) ∞ ? (-)                                           | ? (-) ∞ ? (-)                                           | ? (-) ∞ ? (-) |
| Grootouders                           | Ferdinand I van Aragon (1380-1416) ∞ 1393 Eleonora Urraca van Castilië (1374-1455) | Ferdinand I van Aragon (1380-1416) ∞ 1393 Eleonora Urraca van Castilië (1374-1455) | Ferdinand I van Aragon (1380-1416) ∞ 1393 Eleonora Urraca van Castilië (1374-1455) | Ferdinand I van Aragon (1380-1416) ∞ 1393 Eleonora Urraca van Castilië (1374-1455) | ? (-) ∞ ? (-)                                                               | ? (-) ∞ ? (-)                                           | ? (-) ∞ ? (-)                                           | ? (-) ∞ ? (-)                                           |               |
| Ouders                                | Alfons V van Aragón (1396-1458) ∞ Giraldona Carlino (-)                            | Alfons V van Aragón (1396-1458) ∞ Giraldona Carlino (-)                            | Alfons V van Aragón (1396-1458) ∞ Giraldona Carlino (-)                            | Alfons V van Aragón (1396-1458) ∞ Giraldona Carlino (-)                            | Alfons V van Aragón (1396-1458) ∞ Giraldona Carlino (-)                     | Alfons V van Aragón (1396-1458) ∞ Giraldona Carlino (-) | Alfons V van Aragón (1396-1458) ∞ Giraldona Carlino (-) | Alfons V van Aragón (1396-1458) ∞ Giraldona Carlino (-) |               |
| Ferdinand I van Napels (1423-1494)    |                                                                                    |                                                                                    |                                                                                    |                                                                                    |                                                                             |                                                         |                                                         |                                                         |               |